# Катастрофа Boeing 707 на Фудзі
Катастрофа Boeing 707 на Фудзі — авіаційна катастрофа, яка сталася в суботу 5 березня 1966 на горі Фудзі. Boeing 707—436 авіакомпанії BOAC виконував пасажирський рейс з Токіо в Гонконг, але через 25 хвилин з моменту вильоту при прольоті поблизу Фудзі він раптово зруйнувався в повітрі, після чого уламки врізалися в схил гори, при цьому загинули 124 людини.
Протягом місяця це була вже третя авіакатастрофа в районі Токіо, в тому числі друга за добу.

## Літак
Boeing 707—436 із заводським номером 17706 і серійним 113 був випущений в 1960 році і 1 квітня на період випробувань отримав бортовий номер N5092K. На ньому були встановлені 4 турбовентиляторних двигуна Rolls-Royce 508 Conway. 29 квітня лайнер був переданий британської авіакомпанії British Overseas Airways Corporation, де отримав бортовий номер G-APFE. Загальна напрацювання авіалайнера становила 19 523 години нальоту і 6744 циклів (зліт — посадка).

### Екіпаж
Командиром екіпажу був 45-річний пілот Бернард Джеймс Добсон (англ. Bernard James Dobson), що народився в 1921 році. У період Другої світової війни він служив в Королівських ВПС, в тому числі і в знаменитій 617-й ескадрильї (з жовтня 1944 по березень 1945 року), відомої як «Руйнівники гребель», а також брав участь в операції з затоплення лінкора «Тірпіц». На літаках B707 командир Добсон почав літати з листопада 1960 року і вважався досвідченим пілотом.

## Катастрофа
Літак виконував регулярний пасажирський рейс 911 (позивні — Speedbird 911) з Сан-Франциско (Каліфорнія) в Гонконг (на той час належав Великій Британії) з проміжними посадками в Гонолулу (Гаваї) і Токіо (Японія). Посадка в Токіо за розкладом мала бути о 16:45 4 березня. Однак через несприятливі погодні умови і виходу з ладу посадкового радіолокатора рейс 911 був направлений на запасний аеродром в Фукуока, де приземлився о 18:00. Прочекавши там ніч, на наступний день протягом 5 березня о 11:25 Боїнг покинув Фукуока і о 12:43 приземлився в аеропорту Токіо. Тут літак був підготовлений для польоту до наступної зупинки — Гонконгу. Всього на борту знаходилися 11 членів екіпажу і 113 пасажирів.
Згідно з планом польоту, Speedbird 911 повинен був після вильоту попрямувати до Ідзу-Осіма і, зайнявши ешелон 310 (31 тисяча футів або 9,45 км), слідувати по повітряному коридору JG6 до Гонконгу. Але о 13:42 Добсон зв'язався з диспетчером і попросив дозволу змінити політ з приладового на візуальний і слідувати по маршруту Фудзі — Ребел — Кусімото, щоб пролетіти поблизу гори Фудзі і дозволити пасажирам краще побачити її. О 13:50 рейс 911 почав слідувати до смуги, а о 15:58 в ясну погоду вилетів з аеропорту, пролетівши при цьому над тліючим уламками DC-8 компанії Canadian Pacific Airlinesenru, що розбився за 17 годин до цього.
Після зльоту екіпаж набрав висоту над Токійським затокою, після чого повернув на південний захід, пройшовши північніше Одавари, потім зробив ще один правий доворот і, слідуючи зі швидкістю 320—370 вузлів (590—685 км/г) за курсом 298° на ешелоні 160 (близько 4900 метрів), пройшов Готемба. Далі слідуючи на північний захід, авіалайнер, плавно знижуючись, попрямував до гори Фудзі висотою 3776 метрів (12 385 футів), підходячи до неї з підвітряного боку. Небо в цей час було ясним, а за даними метеостанції на горі швидкість вітру становила 60-70 вузлів (31-36 м/с). За свідченнями очевидців, в задній частині літака раптом з'явився білий слід, схожий на пар. Далі від лайнера почали відділятися частини конструкції, при цьому білий слід в задній частині посилювався. Без хвостового оперення, двигунів і частини правої площини крила Боїнг увійшов в плоский штопор. На висоті близько 2000 футів (600 метрів) від перевантажень відокремилася передня частина фюзеляжу. Інша частина фюзеляжу, кружляючи в плоскому штопор, продовжувала падати, поки о 13:25 не врізалась в схил гори на висоті 1066 метрів (близько 3500 футів) над рівнем моря. Загальна протяжність поля уламків склала близько 16 км (10 миль), носова частина при цьому впала приблизно в 300 метрах від основних уламків. Всі 124 людини на борту загинули.

### Розслідування
Один із службовців Японських сил самооборони знаходився в західній частині Фудзі і встиг сфотографувати падаючий літак. За цими фотографіями були зроблені висновки, що диму при руйнуванні не було. Також серед уламків Speedbird 911 була знайдена восьмиміліметрову кінокамера, за допомогою якої один з пасажирів знімав вид з вікна перед самою катастрофою. Перед самим закінченням записи зображення раптом змінилося на розмитий образ салону, а це означало, що сталася вибухова декомпресія. В результаті вивчення уламків було встановлено, що першими відділилися вертикальний кіль і правий стабілізатор, а потім частину правої площини, після чого лайнер увійшов в плоский штопор, поки від перевантажень не зруйнувався фюзеляж. При розгляді місць зламів хвостового оперення були знайдені мікротріщини в районі болтових отворів. Перевірка ряду інших B707 і B720 показала, що ще на 61 з них в районі болтових з'єднань вертикального кіля також були мікротріщини. Однак подальші тести показали, що ці мікротріщини не були причиною катастрофи. До того ж, за даними Boeing, руйнування кіля могло статися лише при навантаженні вище 110 % від максимально допустимої.
Тоді увага переключилася на погодні умови. Так, незважаючи на ясну погоду, пошуковий Douglas A-4 Skyhawk ВМС США зіткнувся з сильною турбулентністю, після чого пілот повів літак, боячись за цілісність конструкції. Після посадки були перевірені показання акселерометра літака, згідно з якими літак зазнав перевантаження від +9 g до -4 g. На турбулентність поблизу гори, від помірної до сильної, вказували і пілоти інших пошукових повітряних суден. Це свідчило про сильні повітряні течії поблизу гірських схилів.
На підставі цих даних була вказана ймовірна причина, що літак при прольоті поблизу гори зіткнувся з аномально сильною турбулентністю, при цьому зазнавши бічним перевантажень, які були вище допустимих для конструкції. В результаті і сталося відділення спершу хвостового оперення, потім всіх двигунів і правої площини, що призвело до повної втрати управління. Відомий свідками білий слід, схожий з парою, створило паливо, що випливає з пошкоджених баків. Сильна турбулентність при помірному вітрі була викликана гірськими схилами, які створили потужні вертикальні потоки.

## Наслідки
Після катастрофи рейса 911 авіакомпаніям були розіслані інструкції, що встановлюють мінімальні експлуатаційні відстані від гір.
На згадку про загиблих на горі Фудзі був встановлений меморіалл.
Катастрофа на Фудзі була третьою великою авіакатастрофою поблизу Токіо за місяць. Так, за 29 днів до цього 4 лютого за заході на посадку в Токіо через падіння в Токійську затоку зазнав катастрофи Boeing 727 японської All Nippon Airways, при цьому загинули 133 людини. А увечері 4 березня також при заході на посадку в Токіо зазнав катастрофи DC-8 канадської Canadian Pacific Airlines, при цьому загинули 64 людини. Кілька людей, які вижили в катастрофі канадського літака, за трагічним збігом виявилися на борту літака, що розбився рейсу Speedbird 911. Така низка катастроф привела до того, що виник відтік пасажирів, які вважали за краще повітряному транспорту наземний, в тому числі і високошвидкісну залізничну магістраль Токайдо-сінкансен (Токіо — Осака). В результаті 18 березня авіакомпанії Japan Airlines і All Nippon Airways оголосили про скорочення числа рейсів між Токіо і Осакою.